# Acolastus inopinatus
Acolastus inopinatus es un insecto coleóptero de la familia Chrysomelidae.
Fue descrita científicamente por primera vez en 1992 por Lopatin.